# Vincenzo Chiarugi
Vincenzo Chiarugi (Empoli, 17 febbraio 1759 – Firenze, 22 dicembre 1820) è stato un medico italiano.

## Vita privata
La madre, Margherita Conti, morì nel darlo alla luce. Il padre Anton Gregorio, medico di professione, discendeva da una famiglia arricchitasi vendendo “pannine”, ovvero commerciando in tessuti nella vicina Prato. Anton Gregorio fu il primo medico della famiglia Chiarugi che vantava, tra i suoi antenati, pubblici amministratori nella Firenze del XIV secolo. Vincenzo Chiarugi studiò a Empoli e quindi si trasferì a Pisa per gli studi universitari, ove si addottorò in filosofia e medicina il 19 maggio 1779. Nell'anno successivo svolse il regolare periodo di tirocinio presso l'Ospedale di Santa Maria Nuova a Firenze. Il 23 giugno 1780 ottiene l'autorizzazione ad esercitare la professione “di medico fisico in Firenze e città, e terra e castella e luogo di S. A. Reale”. Due anni più tardi fu nominato medico astante in Santa Maria Nuova, il maggiore ospedale fiorentino, di cui divenne successivamente soprintendente per il reparto maschile.
Nel 1785 nacque la primogenita Margherita dal matrimonio con Migliorotta Ricci, empolese. Si trasferirono a Firenze, in via della Pergola, vicino all'ospedale di Santa Maria Nuova. Nasceranno gli altri figli, Antonio (1786), Giuseppe (1787), Lorenzo (1789), Luisa (1793) ed Eleonora (1781). Teresa, nata nel 1797, morirà ancora bambina. Dal 1785 al 1820, la famiglia Chiarugi, si trasferì più volte di abitazione. Dal Popolo di San Michele Visdomini traslocarono a San Lorenzo, poi a San Marco per acquistare infine una grande casa in via Larga. Tutte le abitazioni erano comunque nelle vicinanze dei due poli ospedalieri, Santa Maria Nuova e Bonifazio, nei quali il Chiarugi si troverà ad operare. Gli spostamenti di abitazione denotano il desiderio di rimanere nella zona centrale della città in cui il medico attuerà la grande riforma diagnostica e assistenziale sulla pazzia.

## La carriera
Nel 1785 Chiarugi viene distaccato nell'ex-conservatorio di Santa Maria e San Niccolò del Ceppo, in via delle Torricelle, dove era stato istituito un ricovero per dementi sotto il titolo di Santa Dorotea. Qui Chiarugi, da infermiere senza alcuna mansione direttiva, iniziò a teorizzare la riorganizzazione dell'assistenza ai dementi. È da far risalire al 1785 l'incontro tra Chiarugi e Pietro Leopoldo di Lorena, Granduca della Toscana. Nello stesso anno fu emanata un'ordinanza granducale intesa a far riadattare a nuovo ospedale per i dementi l'ospedale di Bonifazio, con l'innovazione dell'applicazione di metodi curativi.
Nel 1788 Chiarugi divenne Primo Infermiere dell'ospedale di Bonifazio, dove si trasferì con i suoi assistiti. L'apertura dell'ospedale fu accompagnata dall'edizione, nel 1789, del Regolamento dei regi spedali di Santa Maria nuova e di Bonifazio.
Le vicende carrieristiche di Chiarugi furono, da quel momento, strettamente collegate a quelle politiche ed istituzionali. La sua attività scientifica e il suo metodo terapeutico e gestionale si collocano infatti nel quadro generale delle riforme leopoldine. Il trattato medico Della pazzia in genere e in specie pubblicato negli anni 1793-94 fu sovvenzionato dal Granduca con 75 scudi. Il Trattato ebbe diffusione scientifica anche al di fuori dei confini toscani ed italiani: la traduzione in tedesco venne pubblicata a Lipsia due anni dopo e ebbe una seconda edizione italiana, notevolmente modificata, nel 1808.
Il Trattato, per le innovazioni introdotte nell'assistenza, diremmo adesso nella cura dei malati di mente, fece sì che Chiarugi fosse chiamato, come consulente, a Venezia per stendere il regolamento dell'istituto ospedaliero di San Servolo.
Gli scritti a contenuto medico sono quasi tutti successivi al Trattato; il Saggio teorico-pratico sulle malattie cutanee sordide osservate nel R. Spedale di Bonifazio a Firenze edito nel 1799, la Istoria delle malattie afrodisiache e di quelle malattie ostinate e non guarite dall'arte medico-chirurgica venute nel R. ospedale di Bonifazio negli anni 1802 e 1803 fu stampato nel 1804, la riedizione, con ampie modifiche e correzioni del Trattato avvenuta nel 1808, La fisica dell'uomo, ossia corso completo di medicina ad uso degli ufficiali di sanità nel 1811, il Saggio di ricerche sulla pellagra distribuito nel 1814 e i Principi elementari di Medicina Teorica ultima fatica letteraria del Chiarugi nel 1820.

## Attività scientifica
Chiarugi, dal 1792, fu socio dell'accademia dei Georgofili a Firenze. In alcune tornate ebbe l'occasione di comunicare i risultati dei propri studi nelle materie di medicina generale, di fisica, di agronomia, di economia e di sanità.
La fine del Settecento probabilmente non rappresentò un periodo economicamente favorevole per Chiarugi. Fece richiesta, non accolta, per un posto al Liceo di Faenza, e nel 1799 espresse l'intenzione di concorrere all'assegnazione di una condotta ad Empoli. Anche i primi anni del Ottecento non furono all'insegna della tranquillità economica. I riconoscimenti scientifici non mancavano: nell'agosto del 1802 gli fu conferita la carica di Lettore Onorario di malattie cutanee e Mentali, senza che ciò peraltro implicasse un qualsiasi compenso. Soltanto nel 1805 gli venne accordata una provvigione annua di 120 scudi. L'anno precedente fu medico di Luisa Bonaparte e medico supplente del Jurì di Medicina e del Comitato Centrale di Vaccinazione del Dipartimento dell'Arno.
Nel 1804 la Toscana fu colpita da un'epidemia febbrile di probabile origine tifoidea e Chiarugi fu incaricato di occuparsene. In qualità di medico epidemiologo organizzò le operazioni di polizia sanitaria, compito che ebbe modo di riassumere durante l'epidemia di tifo a Firenze nel 1817. Nel 1805 fu il primo titolare della cattedra di “malattie afrodisiache e perturbazioni intellettuali”, la prima al mondo. Nel 1806 diviene membro della Società Colombaria e dell'accademia Fiorentina e della Società italiana di Scienze, Arti, Letteratura. Nel 1807, dopo essere stato escluso per insufficienza di voti in due occasioni, riuscì ad ottenere abbastanza “voti neri favorevoli” per entrare a far parte del Collegio Medico Fiorentino. Quest'ultimo era strutturato in tre sezioni: Medicina, Chirurgia, Farmaceutica. L'ingresso nel Collegio consentì al Chiarugi di confrontarsi con le più autorevoli personalità scientifiche fiorentine del tempo. Il Collegio Medico Fiorentino infatti rappresentava un polo di aggregazione scientifica e culturale di notevole importanza. L'ingresso di Chiarugi nel Collegio rimane comunque subordinato alla morte di un altro membro, Gesualdo Vannucci. Evidentemente l'opera di Chiarugi non era ritenuta, dagli altri membri del Collegio, sufficiente da permettergli l'accesso immediato ma subordinandolo soltanto alla scomparsa di un collega.
Fu pubblico professore dell'Università di Pisa, nel 1810 ebbe il titolo di professore ordinario e nel 1811 quello di professore aggiunto. Chiarugi è il primo professore al mondo di Dermatologia e Malattie Mentali, dal momento che solo in seguito verranno istituite cattedre simili in altre università. Nel 1819 Chiarugi ebbe l'incarico di Soprintendente alle Infermerie ed agli studi dell'arcispedale di Santa Maria Nuova. Gli venne inoltre affidato l'insegnamento di Fisiologia, Patologia e Terapeutica.
Morì nel 1820.
Degna di nota è una pubblicazione relativa alla sua città natale Empoli, intitolata appunto "Della Storia d'Empoli" trascritto in questo sito web.

## I contributi alla psichiatria

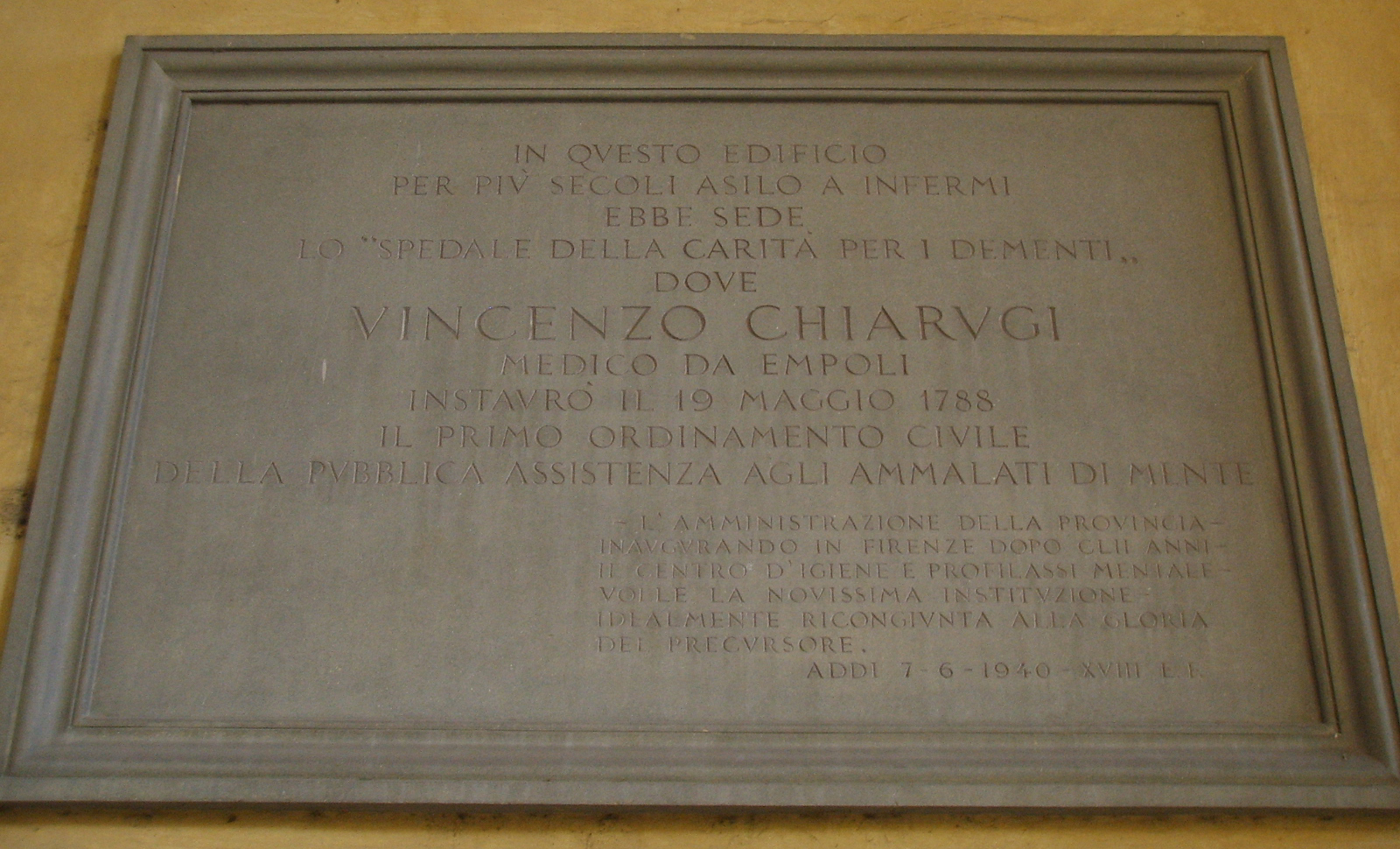
Targa sull'ospedale Bonifacio a Firenze

Vincenzo Chiarugi ebbe la geniale idea di promuovere un nuovo atteggiamento medico di assistenza ai malati di mente.
Ispirato da una cultura di riferimento improntata sull'umanità e la razionalità, varcò i limiti della superstizione che definivano la pazzia un'attività tanto viziosa quanto criminale, essenzialmente causata da alterazioni del fegato o della milza. Invece Chiarugi esclude che sia qualsiasi febbre, ubriachezza o lesione organica a causarla, alla pari del medico scozzese William Cullen che fu il primo a sostenere che la nevrosi risulta da alterazioni del sistema nervoso. Nel 1793 Chiarugi dette la sua definizione di follia, o per dirla con lui, delle Pazzie, articolandola con argomentazioni di stampo descrittivo: “Le Pazzie sono adunque Errori di Giudizio, e di raziocinio procedenti da una affezione Idiomatica del Sensorio Comune, senza accompagnamento di febbre primitiva, o di affezione Comatosa. È da quanto si è detto fin qui desumendo l'essenza delle Malattie da comprendersi tralle Pazzie, potrà dirsi Pazzo con giustizia quell'infelice Individuo della specie umana, che senza avere Malattia febbrile, o lesione dei sensi esterni, e fuori delle circostanze di Sonno, di Ubriachezza, Temulenza, e altre simili occasioni, mostra di avere delle sensazioni, che non hanno i circostanti posti nella medesima situazione; agisce o ragiona in maniera contraria a ciò, che esigono le sensazioni, le quali abbiamo ragione di supporre, che egli abbia; e finalmente, senza che la forza della ragione, e la testimonianza dei sensi possa convincerlo, si trova persuaso di un errore di per sé facile a riconoscersi, e che prima non l'avrebbe ingannato.”
Chiarugi parla di errori di giudizio, ovvero di fallaci interpretazioni della realtà prodotte dal folle. Il quale è da intendersi uomo, o più precisamente individuo, infelice e non peccatore o deviante. Inoltre pone l'individuo nel contesto sociale e in relazione con situazioni e altri individui. Lo scarto tra le sensazioni vissute, senza possibilità di autocritica, dal folle e le sensazioni degli altri è indicante lo stato della follia medesima. Chiarugi procede, per meglio chiarire ciò che la follia sia, escludendo le ulteriori possibili cause del delirio, ovvero l'ubriachezza ed il sonno. Infine, Chiarugi sostiene che il folle si trova nella condizione dell'essere persuaso dell'errore percettivo facile a riconoscersi in quanto tale, situazione questa paradossale ed impossibile prima che sopravvenisse la follia. Immagina ciò la follia come momento netto di rottura tra due momenti: la sanità e la malattia.
Chiarugi avviò un processo di attribuzione medico-scientifica delle peculiarità delle patologie psichiche tale da rendere la categoria nosologica della pazzia vero e proprio paradigma scientifico. Tale paradigma scientifico appare tuttora il fondamento su cui si basa la psichiatria contemporanea. Restituì, in termini scientifici e culturali, al pazzo l'identità e la dignità di malato, cioè di persona bisognosa di cura e di asilo ospedaliero. E ciò riuscì al Chiarugi in un'epoca in cui il malato mentale non era riconosciuto come tale, sovrastato com'era da una rappresentazione sociale improntata su leggende, possessioni spiritistiche, magia e stregoneria. Nell'ottica della superstizione appariva improbabile l'applicazione di un qualsiasi metodo terapeutico: si preferiva infatti fare ricorso ad esorcismi, scongiuri, benedizioni e tortura. In tal senso l'opera di Chiarugi può essere apprezzata per la capacità medica innovativa atta a “rompere le catene”, con la seguente ridefinizione delle regole sociali e della rappresentazione sociale della follia. Non meno rilevante appare l'atteggiamento medico-scientifico, improntato sulla definizione delle categorie diagnostiche e delle cure da somministrare.

## Archivio personale
La Biblioteca Biomedica dell'Università degli studi di Firenze conserva il forndo di archivio Vincenzo Chiarugi contenente, prevalentemente, appunti sulla medicina e la malattia mentale. 

## Approfondimenti
Per un'integrale valutazione dell'opera psichiatrica del Chiarugi vedi ad esempio una disamina in "Saggi scientifici", Gabrieli-Roma, testo del dott. Paolo Fedeli, sociologo della letteratura.